# Leachia
Leachia Lesueur, 1821 è un genere di molluschi cefalopodi appartenente alla famiglia Cranchiidae.

## Descrizione
In Leachia il mantello è allungato e affusolato, terminante posteriormente a punta; le pinne sono ellittiche e raggiungono appena la punta posteriore del mantello. Sul globo oculare sono presenti, secondo le varie specie, da 5 a 21 fotofori. Nelle femmine mature o prossime alla maturità è presente un fotoforo all'apice del terzo braccio. Nella parte mediana (mano) della clava tentacolare le ventose mediane sono molto ingrandite, questo carattere è unico fra i Cranchiidae. Le paralarve hanno occhi peduncolati.
La lunghezza del mantello può raggiungere i 20 cm.

## Distribuzione e habitat
Il genere è presente nelle fasce tropicali e subtropicali di tutti gli oceani.
Si trovano dalla zona epipelagica alla zona batipelagica fino a 2000 metri di profondità.

## Tassonomia
Il genere comprende 2 specie::
- Leachia atlantica (Degner, 1925)
- Leachia cyclura Lesueur, 1821
- Leachia danae (Joubin, 1931)
- Leachia dislocata Young, 1972
- Leachia ellipsoptera (Adams & Reeve, 1848)
- Leachia lemur (Berry, 1920)
- Leachia pacifica (Issel, 1908)
- Leachia rynchophorus (Rochebrune, 1884)
- Leachia separata Evans & Bolstad, 2023